# Idiocera (Euptilostena) polingi
Idiocera (Euptilostena) polingi is een tweevleugelige uit de familie steltmuggen (Limoniidae). De soort komt voor in het Nearctisch en Neotropisch gebied.